# صخره سیاه (فیلم ۱۹۹۷)
صخره سیاه (به انگلیسی: Blackrock) یک فیلم سینمایی استرالیایی در ژانر درام هیجان انگیز محصول سال ۱۹۹۷ که توسط دیوید الفیک و کاترین ناپمن ساخته شده‌است، به کارگردانی استیون ویدلر با فیلمنامه نیک انریت؛ و همچنین اولین اثر معتبر فیلم هیث لجر را نیز به نمایش می‌گذارد.